# Маврин (группа)
«Ма́врин» (ранее «Маврик», 1997–2001, и «Сергей Маврин», 2001—2009) — российская хеви-метал-группа, получившая название в честь основателя группы Сергея Маврина, бывшего гитариста группы «Ария». Существовала в течение четверти века: с 1998 по 2023 гг.

## История

### Предыстория
В 1985 году Сергей Маврин после службы в армии некоторое время играл в группе "Черный кофе" ,а после основал свою первую группу «Металлаккорд», которую покинул в 1986 году, перейдя в "Арию" на место Андрея Большакова, где проиграл до 1995 г. Состав группы "Ария" с Сергеем Мавриным считается "золотым"

### 1997–2000
Датой основания группы «Маврин» считается 21 мая 1998 года. Однако многие (в том числе официальный сайт группы) включают в творческое наследие этой группы и вышедший в 1997 году альбом Смутное время — совместный с Валерием Кипеловым проект, в записи которого принимали участие Павел Чиняков и Алик Грановский (альбом включен в дискографию группы «Маврин»).
«Скиталец» — так назывался первый официальный альбом группы — планировался как продолжение сотрудничества с Кипеловым, но из-за его занятости место вокалиста занял Артур Беркут. «Скиталец» давался сложно: партии гитары, бас-гитары и клавишных пришлось записать самому Сергею Маврину, а за две недели до официальной презентации альбома пришлось искать нового басиста.
Следующий альбом — «Неформат-1» — ознаменовался новым вокалистом (им стал Стас Витарт) и «утяжелённым» звучанием. В отличие от предыдущих работ, Маврин сам пишет тексты для песен. Также часть стихов принадлежит Виктору Пеленягрэ, который сам предложил Сергею сотрудничество.
После записи «Неформат-1» в группу приходит гитарист Юрий Алексеев.

### 2001–2005
Следом вышел «Химический сон» — сам Маврин определил его лейтмотив как «мрачная фантастика, основанная на сегодняшней реальности и на нашей, невзирая ни на что, жизнеутверждающей позиции». Альбом получил хорошую оценку у многих критиков, отметивших высокое качество музыки и качественную запись. Однако много нареканий вызвала лирика, написанная Пушкиной.
Ответом подобной критике стал альбом «Запрещенная реальность». Примерно половина текстов была написана самим Сергеем Мавриным, оставшееся — молодыми поэтессами Юлией Кей и Анной Балашовой. Сохранив общую траурно-торжественную тональность «Химического сна» он стал более ярким как в области текстов, так и в области концепции — повторяющиеся мелодические ходы и яркая динамическая линия приближают его к рок-оперным традициям. Как результат — стабильно высокая оценка как фанатов группы, так и независимых обозревателей.
«Обратная сторона реальности» выходит в свет в январе 2005 года. В мини-альбом входит песня «Пророк» в авторской версии (какой была представлена первоначально группе «Кипелов»), две новые песни: «Здесь и сейчас» и «Город, стоящий у солнца», а также инструментальная версия песни «Я свободен» — «Крылья», посвященная событиям фестиваля «Крылья» в 2003 году. После выпуска альбома группу покидает Артем Стыров.
Сам Маврин в 2002-2004 гг. играл в группе «Кипелов» с момента её основания, но в октябре 2004 года покинул её, решив окончательно посвятить себя группе «Маврин».

### 2006–2011
Новым вокалистом группы становится 18-летний Андрей Лефлер. В 2006 году выходит альбом «Откровение». По мнению самого Маврина, каждая композиция в альбоме представляет откровение разных сфер жизни. В этом альбоме Сергей прописывает соло своей техникой touch-style.
В 2007 году группа выпускает два живых альбома. Первый альбом — «Live» — записан на студии Чёрный Обелиск. На данном CD были выпущены лучшие композиции коллектива, которые были исполнены в студии заново с новыми аранжировками. Альбом записан на студии «Чёрный Обелиск». Запись состоялась 7 декабря 2006 года, а в январе 2007 года стало известно, что концертный альбом выйдет на двух дисках. В журнале Dark City альбом был оставлен без оценки. Главный редактор Андрей Корюхин был неприятно удивлён тем, что «концертный» альбом на самом деле был записан в студии, несмотря на высокое исполнительское мастерство Сергея Маврина. По мнению Корюхина, «вместо реального живого драйва, поддерживаемого рёвом восторженной толпы, мы получаем довольно пресно звучащий перезаписанный „бэст оф“». Вторым концертным альбомом, выпущенным в 2007 году, стал DVD «Made In Питер». Запись была сделана в Санкт-Петербурге, 28 октября 2006 на концерте группы.
В 2008 году к группе присоединяется бас-гитарист Леонид Максимов, заменив Александра Швеца.
18 февраля 2009 года в Барнауле в самый разгар гастрольного тура группа расстаётся с Андреем. Его место занимает Илья Лемур и группа активно приступает к созданию нового альбома. Однако в завершении тура  «Из пламени и льда», когда группе остается завершающие три города (Владимир, Нижний Новгород, Рязань), Илья сообщает что не может выступить по причине болезни. Об этом Сергей узнает в 8 часов утра, за два часа до выезда. В 8:15 Сергей звонит Артему Стырову, и он соглашается выступить с группой. Выезд задержался всего на 2 часа, обновлённую программу выступления составляли и разучивали в автобусе, по дороге во Владимир. Несмотря на все сложности с завершением тура, концерты проходят хорошо. После этого инцидента группа вынуждена расстаться с Ильёй и 8 ноября в клубе ХО Сергей объявляет о возвращении Артёма в группу.
В январе 2010 выходит новый сингл группы, получивший название «Неформат-2». Сингл содержит две новых песни («Душа» и «Утоли мои печали»), а также инструментальную версию композиции «Утоли мои печали». Примечательно, что на диск вошла и песня «Дай руку мне», написанная Сергеем Мавриным в соавторстве с Виталием Дубининым для группы Ария. В записи вокальной партии этой песни, помимо Артема Стырова, приняли участие Артур Беркут, Стас Витарт, Виталий Дубинин.
Осенью 2010 года вышел альбом «Моя свобода», состоящий из 10 треков, из них 3 — инструментальных. На диске также присутствует первый видеоклип группы — на песню «Утоли мои печали».

### «Противостояние» (2012–2014)
24 мая 2012 года группа выпустила новый сингл «Иллюзия». На диске также присутствует новый клип группы на песню «Show Time»
1 декабря 2012 года Сергей Маврин вместе с Сергеем Терентьевым принял участие в юбилейном концерте группы Кипелов, посвящённом её десятилетию. Позже этот концерт был выпущен на CD и DVD под названием «X лет. Крокус Сити Холл».
12 декабря выходит новый студийный альбом группы «Противостояние». В записи принимали участие такие монстры отечественной металл-сцены как Виталий Дубинин, Дмитрий Борисенков, Михаил Житняков, Артур Беркут, Алексей Булгаков, каждый из которых исполняет свою арию в этом большом произведении. «Противостояние» обещает стать одной из самых неординарных работ Сергея Маврина и его группы.
Сергей неоднократно в интервью говорил о желании создать мини-оперу, но каждый раз впоследствии отказывался от этой идеи. Тем не менее альбом, получивший столь злободневное название, является именно мини-оперой с ярко выраженной социальной концепцией, отражающей взгляды автора на нынешнюю реальность.
24 июня 2013 года к 15-летию группы Маврин на лейбле CD-Maximum вышел альбом «Tribute To Маврин. Fifteen Years». В альбоме, состоящем из 27 треков (на двух CD), приняли участие в основном известные молодые коллективы, такие как «Виконт», «Арктида», «Эпоха» и др.
25 января 2014 года Артём Стыров принял участие в большом концерте группы «Харизма» в московском клубе «Monaclub», где исполнил несколько песен с группой и другими приглашёнными гостями.

### «Неотвратимое» (2014–2016)
29 января 2014 года было объявлено о создании нового альбома. Начиная с 28 февраля группа стала выступать с новой программой «Неотвратимое». 23 февраля на лейбле  «CD-maximum» вышел англоязычный мини-альбом «Press your fuck delete key!». Этот релиз, записанный летом 2013 года, стал дебютной работой Experimental Metal проекта Сергея Маврина и французского вокалиста Пьера Эделя — «ShowTime». На альбоме были представлены шесть песен: три старые — Show Time,  Wolfpack (Стая), Final, две новые — What I Need, New World и бонус — My Friend.
2 апреля 2014 года в 21.00 группа приняла участие в программе «Живые» на «Нашем радио», на котором представила новую песню «Неотвратимое», написанную на стихи французского поэта XIX века — Шарля Бодлера. Песню предложил Юрий Алексеев. Эту композицию они играли с Анатолием Крупновым в составе «Чёрного Обелиска» ещё в 1987 году, но исполнение «Неотвратимого» было связано с большими техническими сложностями, и добиться качественного звучания в то время просто не удавалось. Поэтому про песню тогда благополучно забыли. В ходе программы Сергей Маврин сообщил, что альбом «Противостояние», был последним альбомом, где он участвовал не только как композитор, но и как автор и соавтор текстов. На новом альбоме авторство текстов будет принадлежать Анне Балашовой, за исключением Бодлера. Также стало известно, что новый альбом будет называться «Неотвратимое». 22 апреля полная дискография Сергея Маврина была выложена на iTunes. Она составила 14 альбомов, начиная со «Смутного времени» и заканчивая ремастированным переизданием альбома «Противостояние».
5 августа 2014 года стало известно, что после почти 7 лет сотрудничества, группу покидает Леонид Максимов. На его место возвращается Александр Швец, покинувший группу в 2008 году. 11 сентября Сергей Маврин принял участие в презентации альбома группы Артур Беркут «Победителей не судят», прошедшей в московском клубе MonaClub, где исполнил свою сольную программу. 20 сентября в московском клубе Rock House состоялось возвращение легендарного метал-фестиваля «Железный занавес». Помимо группы отца-основателя фестиваля Сергея Маврина, в нём приняли участие группы: «Чёрный Обелиск», «Арктида», «Форсаж», «Коrsика» и др. 3 ноября в 22.00 Сергей Маврин был гостем программы «Рождённые в СССР» на телеканале Ностальгия. 27 ноября группа создала проект на сервисе краудфандинга Planeta.ru, где каждый желающий мог внести посильную лепту в создание нового альбома. 14 декабря стало известно о записи новой песни с Пьером Эделем. Также её отсняли на видео. 28 декабря группа выступила на фестивале «Планета Железяка», проходившем в Москве, в клубе «ТеатрЪ». В фестивале также участвовали группы «Мастер» и «Артерия».
16 января 2015 года Сергей Маврин дал интервью рок-порталу OWN LINE, в котором на вопросы о новом альбоме сказал, что: «Работа идёт полным ходом. Пишутся тексты, барабаны, басы, гитары, вокал и т. д. Готовится оформление диска». Альбом по его словам будет не похож на предыдущие работы, но подчеркнул, что постарается «быть добрее, чем на «Противостоянии». Также ожидаются сюрпризы. 19 января в записи приняли участие часть акционеров, купивших акцию «Участие в записи альбома (бэк-вокал) + цифровая версия альбома (раньше всех)». 4 февраля стало известно, что  в записи нового альбома приняла участие Ольга Дзусова, известная поклонникам по альбому «Химический сон». Её партии были записаны 3 февраля. 9 февраля Сергей Маврин на своей странице ВКонтакте сообщил о начале работы над буклетом для нового альбома. 17 февраля истёк срок действия проекта на Planeta.ru. В этот же день группа представила на суд поклонников обложку нового альбома, сделанную художником Ириной Сергеевой. 1 марта группа, совместно с группами «Чёрный Обелиск», «Абордаж» и «Terratomorf», выступила на фестивале «Железный занавес», проходившем в Санкт-Петербурге, в клубе «Зал ожидания». В ходе концерта, помимо песни «Неотвратимое» широкой публике были представлены ещё две песни с нового альбома: «Рок» и «Поединок».
18 мая 2015 года на лейбле «CD-maximum» выходит догожданный релиз альбома «Неотвратимое». В альбом вошло 13 треков, из которых два инструментальные и два являются бонусами. Также стало известно, что  в записи нового альбома принял участие раннее не афишированный Михаил Сидоренко, известный по работе с группой «Фактор Страха». Он исполнил вокальную партию композиции «Корабль-призрак», автор текста которой, вопреки прошлым заявлениям — Сергей Маврин. Альбом издаётся в подарочном варианте «Диджипак»: с буклетом и двумя бонусами. 16 июня в сети было выложено видео на бонусную песню «Govinda» с участием Пьера Эделя (Pierre Edel). Съёмкой и монтажом занимался Константин Костин.
11 июля 2015 года Сергей Маврин объявил о выпуске внепланового инструментального альбома «Echoes» (Отголоски). По словам Сергея у него накопилось немало музыки, которую он играл и записывал года полтора просто для себя, и решил издать этот материал, чтобы потом спокойно приступить к записи планового. 28 августа на официальной странице группы Вконтакте было объявлено, что Александр Швец вновь покидает группу. Ему на замену в группу принят молодой басист Никита Марченко.
За три дня до нового года увидел свет релиз, посвященный 30-летию группы Ария. Сергей Маврин представил версию песни «Герой Асфальта» на французском языке. Вокалистом и идейным вдохновителем идеи стал Пьер Эдель (Pierre Edel). Также Пьер спел песню и на русском языке.
28 февраля 2016 в связи с проблемами голосового аппарата группу покинул Артём Стыров. Его место занял вокалист групп Гран-КуражЪ и «Hardballs» Евгений Колчин.

### Альтаир (2016—2018)
Вскоре после прихода Евгения, группа презентует EP «Альтаир». Альбом выпущен 13 марта 2016 на лейбле «CD-maximum». Заглавной темой является инструментальная композиция Сергея Маврина «Альтаир», в исполнении которой были использованы гусли (завершающий момент песни). И также на диске представлены две песни с новым вокалистом группы: «Звёздная пыль» (С. Маврин — Анна Балашова) и «Безвременье» (С. Маврин — А. Балашова / С. Маврин). На сингл также «прописали» песню Герой Асфальта на французском языке.
23 Июля 2016 группа выкладывает в сеть первую в истории группы кавер-версию песни. Выбор пал на группу Beatles, песня «Сome Together».
Сергей продолжает подготавливать сольный альбом , который увидит свет в апреле 2017 года. Название альбом "Белое солнце" получает в последний момент.
28 Декабря 2017 состоялась презентация Сингла «Метель». В записи приняли участие Илья Кнабенгоф, Ольга Дзусова, Дмитрий Ревякин, Валерий Гаина, Игорь Гончаров, Арам Маргарян.

### XX лет (2018)
В конце февраля 2018 года объявлено об уходе бас-гитариста Никиты Марченко из группы. На ближайшие концерты место музыканта занимает бывший участник группы - Леонид Максимов, а группа занимается поиском нового "пятого элемента". Близилось двадцатилетие группы.
Концерт в честь этого юбилея намечался на весну 2018 года, однако, по решению организаторов и группы, дату юбилейного концерта перенесли на осень.
Подготовка к концерту стала испытанием для группы. И в июле, вслед за Никитой Марченко группу покидает Дмитрий Завидов, пробывший в коллективе с 2009 года. Новым барабанщиком становится Данила Наумов. С Данилой в срок  4 месяца предстояла большая работа - выучить всю концертную трехчасовую программу. Со слов администратора группы Анны Балашовой, группа «почти переехали с чемоданами на репбазу».

Параллельно с этими событиями 12 июля 2018 на планета.ру запускается сбор средств на съемку Фильма-концерта «МАВРИН LIVE XX ЛЕТ». Сбор средств заканчивался 8 октября, как раз перед юбилейным концертом. Однако сбор средств проходил в медленном темпе, и за неделю до окончания срока стало понятно, что проект будет несостоявшимся и съемки не будет. Однако ситуацию резко изменил начальник съемочного процесса. 
Анна Балашова: "Я с порога заявила ему, что съемки не будет... Долго объясняла про процент планеты, про недосбор и вот это вот все...А он помолчал и сказал, что кино будет. Сказал, что не готов пустить эту идею коту под хвост, потому что ему это важно, и что надо продлевать проект, а с операторами он сам разберется в день концерта"
На официальной странице группы ВКонтакте начинается продвижение проекта. Были представлены редкие экземпляры альбомов группы на кассетах и на дисках, а также и дополнительные акции - "Рукописное приглашение на юбилейный концерт на 2 персоны от Сергея Маврина". И за три дня дня до окончания сбора средств проект достиг пятидесяти процентной отметки, что позволило продлить его до конца 2018 года. Завершился он 15 декабря и собрал 120% от необходимой суммы.
Но подготовка к концерту не останавливалась. За два дня до самого концерта определился 10 приглашенный гость концерта - Валерий Кипелов.
Концерт проходил в клубе театр 20 октября 2018 года (снимался в общей сложности 11 камерами) и продлился 3 часа 20 минут.
На концерте было представлен весь состав группы, а также 10 гостей.
Гости - инструменталисты: Никита Марченко (бас-гитара), Леонид Максимов (бас-гитара),  Арам Маргарян (дудук), Игорь Гончаров (колесная лира), Алексей Харьков (бас-гитара).
Гости - вокалисты: Валерий Кипелов, Артём Стыров, Андрей Лефлер, Ольга Дзусова, Михаил Сидоренко.
Некоторые приглашенные гости не смогли посетить юбилейный концерт. У Артура Беркута и Дмитрия Ревякина были гастроли в этот день. С  Артуром планировали исполнить песню "Выпьем Ещё!", с Дмитрием - "Северный Огонь". Стас Витарт, проживает в Канаде. По предварительной договоренности собирался быть весной, но из-за смены даты и большой загруженности не смог прилететь. Пьер Эдель, проживающий во Франции, также не смог присутствовать из-за работы.
12 декабря выходит кавер-альбом "Назад в будущее ч.1" с инструментальной композицией группы Queen (группа) - Love of my life (Фредди Меркьюри) и Арией Иуды - Heaven on their minds (Эндрю Ллойд Уэббер/Тим Райс) из оперы Иисус Христос Суперзвезда на английском и русском языках. Отечественную версию исполнил Михаил Сидоренко. Альбом выпущен в виде интернет релиза.

### «Иди и смотри» (2021)
11 апреля Сергей Маврин со своим коллективом и при участии друзей выступил в программе Квартирник у Маргулиса.
21 октября 2021 года вышел тизер нового студийного альбома «Иди и смотри», а 3 декабря состоялся релиз самого альбома.

### Роспуск коллектива
В 2022 году группу покинул постоянный участник Юрий Алексеев, отдавший работе в группе 22 года.
В июне 2023 года группа презентовала сингл «Запрещённая реальность 2023».
12 августа Маврин объявил о прекращении деятельности группы после выпуска мини-альбома «Хаос» и отыгрыша оставшихся четырёх концертов, последний из которых состоится в ноябре. Предполагаемыми причинами роспуска группы являются разногласия между участниками по дальнейшему её развитию, а также чрезмерная загруженность и ответственность Маврина по вопросам, не связанными с творчеством коллектива. Дальнейшая деятельность Сергея Маврина планируется в инструментальном направлении и других проектах.
8 декабря 2023 года состоялся выход мини-альбома «Хаос», который стал последней студийной работой коллектива.

## Состав группы
| - Евгений Колчин — вокал (2016—2023) - Сергей Маврин — соло-гитара, клавишные, аранжировки (1997—2023) - Николай Энс — бас-гитара (2022—2023) - Даниил Наумов — ударные (2018—2023) - Юрий Алексеев — ритм-гитара (2000—2022) - Павел Чиняков — ударные (1997—2000) - Артур Беркут — вокал (1998—2000) - Александр Мосинян — бас-гитара (1999—2000) - Станислав Витарт — вокал (2000) - Александр Карпухин — ударные (2001) - Алексей Харьков — бас-гитара (2001—2004) - Артём Стыров — вокал (2001—2005, 2009—2016) - Ринат Мухамеджанов — ударные (2002) - Павел Элькинд — ударные (2002—2009; умер в 2023) - Александр Швец — бас-гитара (2005—2008, 2014—2015) - Андрей Лефлер — вокал (2005—2009) - Леонид Максимов — бас-гитара (2008—2014, в 2018 как туровый участник) - Никита Марченко — бас-гитара (2015—2018) - Дмитрий Завидов — ударные (2009—2018) | - Анна Балашова — основная лирика и тексты песен и женский вокал - Александр Гречишников — звукооператор - Вячеслав Гахов — техник - Павел Пазон — ударные (февраль — июнь 2008) - Илья Лемур — вокал (февраль — октябрь 2009) |

## Дискография
| - 1997 — «Смутное время» (совместно с Валерием Кипеловым) - 1998 — «Скиталец» - 2000 — «Неформат-1» - 2001 — «Химический сон» - 2004 — «Запрещённая реальность» - 2006 — «Откровение» - 2010 — «Моя свобода» - 2012 — «Противостояние» - 2015 — «Неотвратимое» - 2021 — «Иди и смотри» - 2005 — «Обратная сторона реальности» - 2010 — «Неформат-2» - 2012 — «Иллюзия» - 2016 — «Альтаир» - 2017 — «Метель» - 2018 — «Назад в будущее ч.1» (Cover EP) - 2023 — «Хаос» - 2007 — «Made In Питер» - 2019 — «20 лет» | - 2002 — «Одиночество» - 2007 — «Live» - 2013 — «Tribute to Маврин. Fifteen Years» (трибьют группе) - 2003 — «Дьявольский вальс» - 2015 — «Герой асфальта 2015» - 2016 — «Сome together» - 2021 — «Странное танго» - 2023 — «Запрещенная реальность 2023» - 2007 — «Фортуна» - 2015 — «Echoes» - 2017 — «Белое солнце» - 2006 — «Вольная птица» - 2010 — «Утоли мои печали» (две версии) - 2012 — «Show Time» - 2015 — «Govinda» - 2022 — «Поединок» | Маврин Студийные альбомы 10 Концертные альбомы 2 Сборники 3 Мини-альбомы 6 Синглы 4 Видеоклипы 4 |
| Маврин | |                                                                                                  |
| Изображение логотипа | |                                                                                                  |
| | |                                                                                                  |
| Студийные альбомы | 10 |                                                                                                  |
| Концертные альбомы | 2 |                                                                                                  |
| Сборники | 3 |                                                                                                  |
| Мини-альбомы | 6 |                                                                                                  |
| Синглы | 4 |                                                                                                  |
| Видеоклипы | 4 |                                                                                                  |